# Ammophila femurrubra
Ammophila femurrubra är en biart som beskrevs av W. Fox 1894. Ammophila femurrubra ingår i släktet Ammophila och familjen grävsteklar. Inga underarter finns listade i Catalogue of Life.